# آنتونیو سینیورینی
آنتونیو سینیورینی (ایتالیایی: Antonio Signorini؛ زاده ۲ آوریل ۱۸۸۸ – درگذشته ۲۳ فوریهٔ ۱۹۶۳) یک فیزیک‌دان و مهندس عمران اهل ایتالیا در زمینه مکانیک محیط‌های پیوسته، Constitutive equation، External ballistics، و Finite strain theory بود.